# Padma Purana
O Padma Purana é um dos dezoito Mahapuranas mais importantes e um dos mais extensos.
Esse Purana é considerado o "coração da religião", uma vez que detalha com muitos pormenores todo o processo de dharma mundano, estabelecendo as atividades meritórias e as devidas recompensas nesta e nas próximas vidas, assim como o castigo pelas atividades pecaminosas tanto aqui quanto no porvir, evidenciando assim uma espécie de direito canônico do hinduísmo. 
Em termos de código religioso, o Padma Purana é muito mais extenso e detalhado do que o Vixnu-smirti e o Manu-smirti, outros cânones hindus muito respeitados.